# Carl Ohl
Carl Ohl (* 28. Dezember 1886 in Barsbüttel; † 2. Mai 1963) war ein deutscher Sportfunktionär.
Carl Ohl war Vorsitzender des Hamburger Turnerverbandes, 1953 Organisationschef der Deutschen Turnfestes in Hamburg und Bundesaltersturnwart des Deutschen Turner-Bundes. Er wurde mit dem Bundesverdienstkreuz ausgezeichnet.
Nach ihm wurde die Carl-Ohl-Kampfbahn in Hamburg-Niendorf benannt.